# Eleanor Powell
Eleanor Torrey Powell (Springfield, 21 novembre 1912 – Beverly Hills, 11 febbraio 1982) è stata un'attrice e ballerina statunitense, attiva fra gli anni trenta e gli anni quaranta.
È ricordata per la sua avvenenza e per gli scatenati numeri di tip tap di cui è stata protagonista sullo schermo, a fianco anche di Fred Astaire, che le valsero l'appellativo di regina del tip tap. Dal 1943 al 1959 fu sposata con l'attore Glenn Ford, da cui ebbe un figlio, Peter.
Morì a causa di un tumore all'età di sessantanove anni.
Inserita fra le celebrità della Hollywood Walk of Fame al 1541 di Vine Street, Hollywood (California), è sepolta all'Hollywood Forever Cemetery.

## Biografia
Powell iniziò la carriera di ballerina a undici anni e fu presto notata dal musicista Gus Edwards, responsabile della Vaudeville Kiddie Revue. A diciassette, debuttò in teatro a Broadway partecipando a diverse riviste e musical (vedi).
Nel 1935 si trasferì a Hollywood, dove le fu chiesto di eseguire un numero di danza nel suo primo film di un certo rilievo, George White's 1935 Scandals. Tale esperienza lasciò piuttosto scettica l'artista rispetto al suo avvenire a Hollywood. Non di meno fu richiesta dalla MGM. Inizialmente rifiutò ogni offerta di contratto: per tentare di scoraggiare la major chiese un ingaggio stratosferico; la MGM tuttavia accolse la richiesta e Powell non poté esimersi dall'accettare di firmare il contratto.
Lo studio iniziò quindi a creare la "star" Powell, modificandone il sembiante e lo stile attraverso un nuovo look ottenuto con un particolare make-up.

## Nata per danzare
La critica accolse positivamente il suo primo ruolo da protagonista nel film Follie di Broadway 1936 (1935), in cui era affiancata da Jack Benny e Frances Langford: a sorprendere il pubblico era soprattutto l'energia e l'entusiasmo che la sua interpretazione, articolata su numeri di ballo, sprigionava.
Secondo la ballerina Ann Miller, citata nel making-of del documentario su That's Entertainment! III, la MGM nella seconda metà degli anni trenta attraversava un periodo di crisi finanziaria tanto da essere avviata alla bancarotta, ma i film di Eleanor Powell - e particolarmente Follie di Broadway 1936 - divennero così popolari che garantirono allo studio cinematografico un inaspettato guadagno. Miller accredita anche Powell dell'aver ispirato la sua carriera di danzatrice, espressa poi nel decennio successivo per la stessa MGM.
Durante la sua carriera, Powell recitò accanto a noti attori, fra cui Robert Taylor in Follie di Broadway 1936 (1935), James Stewart in Nata per danzare (1936), Nelson Eddy in Rosalie (1937), Robert Young in Il sosia innamorato (1939), Fred Astaire e George Murphy in Balla con me (1940).
Tutti questi film presentavano diversi numeri di ballo di tip tap in a solo, tanto sorprendenti per la loro qualità quanto capaci, per il loro eccesso, di far storcere la bocca a diversi critici. In Balla con me, Powell danzò un tip tap con Fred Astaire sulle note di un celebre brano di Cole Porter, Begin the Beguine, considerato uno dei più pregevoli esempi di questo genere di danza nella storia del cinema. Secondo il making of di questo film, incluso nel documentario distribuito nell'edizione in DVD, Astaire rimase in qualche modo intimidito dalla personalità di Powell e non mancò di sottolineare il fatto nella sua autobiografia Steps in Time in cui scrisse in proposito: 
Come poi accadrà anche ad un'altra attrice dell'epoca, Cyd Charisse, Powell fu spesso impiegata in ruoli canori anche se, considerata la non eccelsa qualità della sua voce, veniva quasi sempre doppiata

## Il declino
Dopo Balla con me, Powell rimase inattiva per molti mesi per i postumi di un'operazione alla cistifellea. Tornò sul set nel 1941 in Lady Be Good, un film che le dette l'opportunità di esibirsi in un classico numero di danza, Fascinatin' Rhythm, anche se Robert Young e Ann Sothern erano le effettive star del film. Apparve poi con Red Skelton in Rotta sui Caraibi (1942) e Il signore in marsina (1943): nel primo di questi due film, il suo ruolo era centrale nell'economia della pellicola e la danza che Powell portò sullo schermo aveva la caratteristica di simulare un messaggio in codice Morse da essere trasmesso ad un agente segreto.
Con Dan Dailey fu scritturata per interpretare nello stesso anno For Me and My Gal, ma i due artisti furono poi rimossi e al loro posto vennero chiamati Gene Kelly e Judy Garland. Successivamente, fu annullata anche la produzione di una nuova pellicola della serie Broadway Melody. Powell scisse il contratto con la MGM nel 1943, dopo aver girato La parata delle stelle, in cui appariva sullo schermo solo per pochi minuti, compiendo alcuni passi di danza in un numero collettivo che vedeva tutti gli artisti in scena.
L'anno successivo recitò in Sfolgorio di stelle (1945), danzando all'interno di un gigantesco flipper. Il film era prodotto dalla United Artists e non ottenne critiche positive. Anche al botteghino l'esito fu negativo, nonostante la pellicola registrasse l'ultima apparizione del comico W.C. Fields.
Powell si ritirò dal mondo del cinema poco tempo dopo per dedicarsi al figlio Peter, avuto dal matrimonio con il collega Glenn Ford (sposato nel 1943), che apparirà in un paio di documentari della fine degli anni quaranta sulle celebrità di Hollywood). Con l'attrice ormai lontana dalle scene, ma a beneficio della distribuzione estera, venne prodotta nel 1946 una sorta di compilation con i suoi numeri migliori, intitolata The Great Morgan e comprendente scene tagliate dal film Il sosia innamorato (1939).
Nel 1950, Powell riprese a lavorare un'ultima volta per la MGM con un cameo in La duchessa dell'Idaho, in cui recitava anche l'attrice e nuotatrice Esther Williams. Interpretando se stessa in una scena da nightclub, un'esitante Powell veniva invitata a danzare da Van Johnson: strappandosi la gonna di dosso e mostrando le sue famose gambe, ballava uno scatenato boogie-woogie sullo stile di quello danzato in Thousands Cheer sette anni prima. Come ebbe modo di scrivere nella sua autobiografia - The Million Dollar Mermaid - cercò di interpretare anche quel cameo con coscienza e professionalità: ovvero, al meglio delle sue possibilità.

## Attività televisiva
Dopo aver girato La duchessa dell'Idaho, Powell ritornò a vita privata. Nel maggio 1952 fu però guest star in un episodio di Four Star Revue con Danny Thomas e June Havoc.
In quel periodo l'attrice sviluppò una propria vocazione religiosa tanto da essere ordinata ministro della Unity Church. Non abbandonò del tutto l'attività artistica, prestandosi alla conduzione di una trasmissione della fascia domenicale mattutina, poi premiata con l'Emmy Award, The Faith of Our Children (trasmessa dal 1953 al 1955). Il figlio Peter Ford fu regolarmente ospite in questa trasmissione (in seguito diventerà cantante rock ed attore, sia pure di non grande notorietà).
Nel 1955, Powell fece la sua ultima apparizione in Have Faith in Our Children, un cortometraggio di tre minuti prodotto per Variety Club of Northern California il cui fine era una raccolta benefica di fondi. Il titolo non era comunque in relazione alla serie televisiva quasi omonima The Faith of Our Children: è rimasto negli annali del mondo dello spettacolo per essere stata l'unica apparizione su uno schermo di Eleanor Powell con Glenn Ford. I due divorziarono nel 1959 e da quell'anno, stimolata anche da Peter, Powell intraprese una nuova carriera - fortemente pubblicizzata - come artista da nightclub. Le sue esibizioni live proseguirono fino agli anni sessanta, durante i quali non mancò di apparire come ospite in diversi show televisivi, inclusi l'Ed Sullivan Show e The Hollywood Palace.
Nel 1985 venne distribuito il film MGM (ma con estratti di film di altre case di produzione) That's Dancing!, contenenti i suoi momenti migliori di danza da Nata per danzare, Lady Be Good e Balla con me.

## In teatro
Questi i titoli di musical e opere di teatro di rivista interpretate da Powell fra il 1928 e il 1936 per Broadway:
- The Optimists (30 gennaio 1928 - 18 febbraio 1928)
- Follow Thru (9 giugno 1929 - 21 dicembre 1929)
- Fine and Dandy (23 settembre 1930 - 2 maggio 1931)
- Hot-Cha! (8 marzo 1932 - 18 giugno 1932)
- George White's Music Hall Varieties (22 novembre 1932 - 31 dicembre 1932)
- George White's Music Hall Varieties (2 gennaio 1933 - 21 gennaio 1933)
- At Home Abroad (19 settembre 1935 - 7 marzo 1936)

## Filmografia
- Queen High, regia di Fred C. Newmeyer (1930) (non accreditata)
- No Contest!, regia di Joseph Henabery (1934) (non accreditata)
- George White's 1935 Scandals, regia di George White (1935)
- Follie di Broadway 1936 (Broadway Melody of 1936), regia di Roy Del Ruth (1935)
- Nata per danzare (Born to Dance), regia di Roy Del Ruth (1936)
- Follie di Broadway 1938 (Broadway Melody of 1938), regia di Roy Del Ruth (1937)
- Rosalie, regia di W. S. Van Dyke (1937)
- Il sosia innamorato (Honolulu), regia di Edward Buzzell (1939)
- Balla con me (Broadway Melody of 1940), regia di Norman Taurog (1940)
- Lady Be Good, regia di Norman Z. McLeod (1941)
- Rotta sui Caraibi (Ship Ahoy), regia di Edward Buzzell (1942)
- Il signore in marsina (I Dood It), regia di Vincente Minnelli (1943)
- Sfolgorio di stelle (Sensations of 1945), regia di Andrew L. Stone (1944)
- La duchessa dell'Idaho (Duchess of Idaho), regia di Robert Z. Leonard (1950) - se stessa
- This is your Life (1952, sé stessa)
- All Star Revue (1952, sé stessa)
- That's Entertainment! (1975, sé stessa)
- That's Dancing (1985, sé stessa)

### Cortometraggi
- No Contest! (1934)
- Screen Shapshots Series 15, No. 12 (1936)
- Screen Snapshots: Famous Hollywood Mothers (1947)
- Screen Snapshots: Hollywood Holiday (1948)
- Have Faith in Our Children (1955)